# 마르커르호

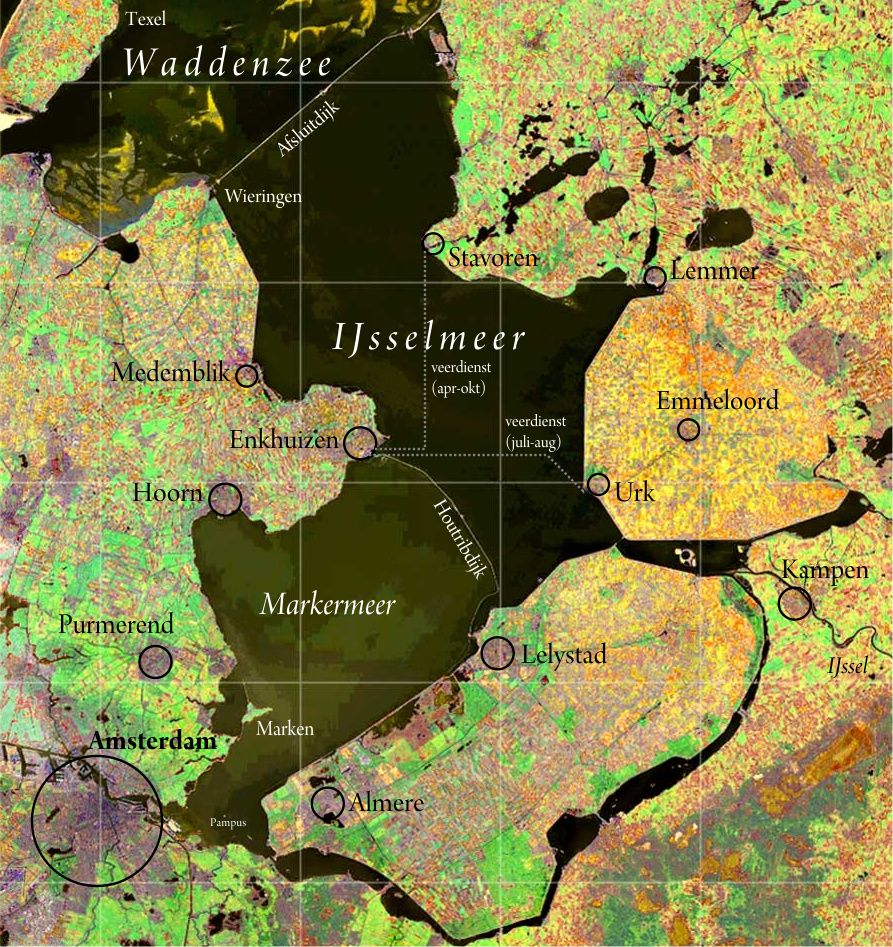
위성 사진에 표시된 에이설 호와 마르커르 호

마르커르 호(네덜란드어: Markermeer)는 네덜란드 중부 노르트홀란트주, 플레볼란트주에 위치한 호수로 면적은 700km2, 최대 수심은 5m이다.
1932년 자위더르 간척 사업에 따라 아프슬라위트데이크가 건설되면서 형성된 인공 호수인 에이설호의 남쪽에 위치한다. 1976년 하우트립데이크가 준공되면서 에이설 호에서 분리된 인공 호수인 마르커르 호가 형성되었다.

## 같이 보기
- 에이설호